# Antiracotis angulosa
Antiracotis angulosa là một loài bướm đêm trong họ Geometridae.